# 마르티니크의 아롱디스망

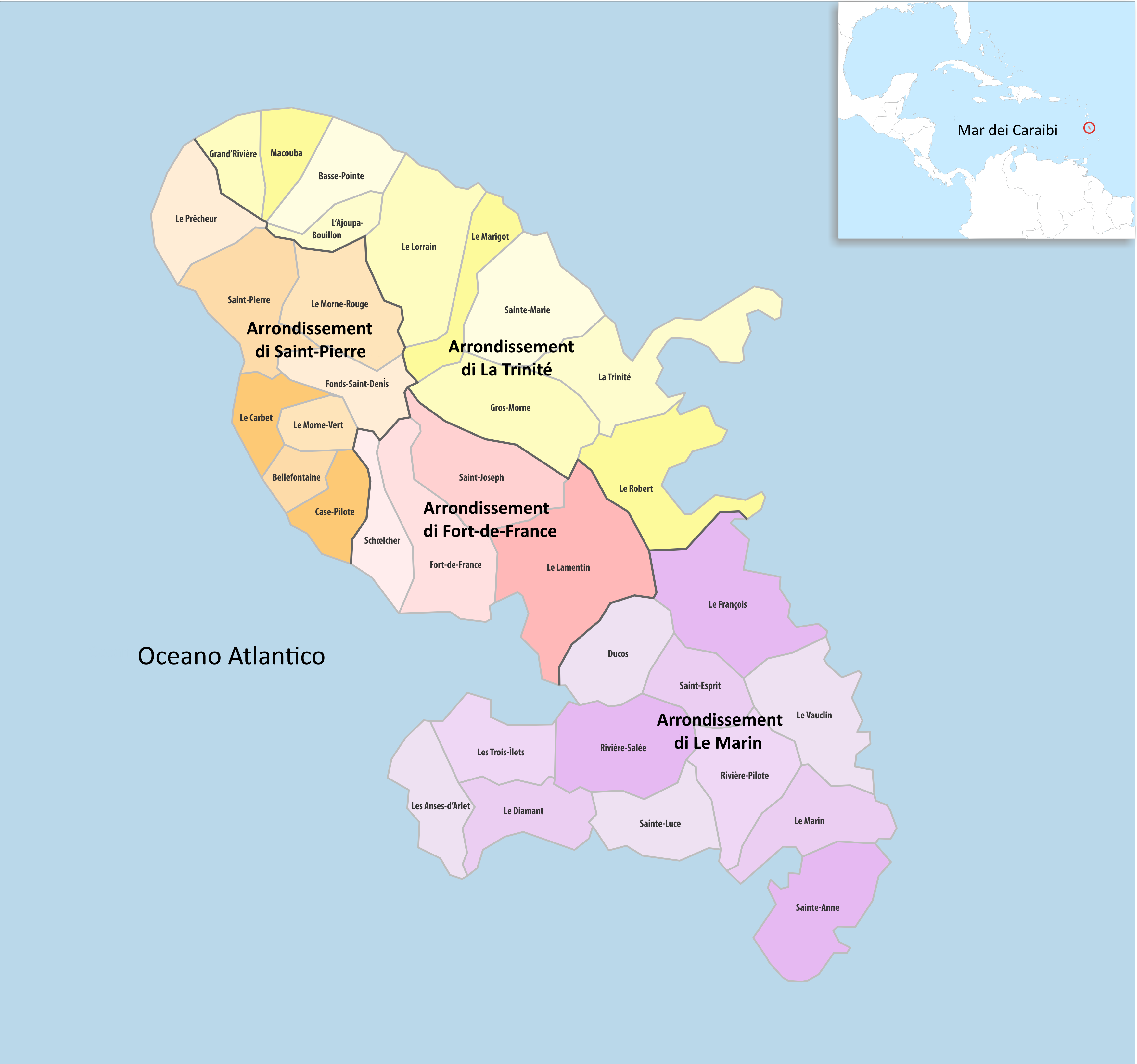
마르티니크 구의 지도.

마르티니크 주의 아롱디스망은 총 4개가 있다.
1. 포르드프랑스 아롱디스망 (주도: 포르드프랑스)은 코뮌 4개가 속해 있다. 2016년 총인구 157,449명.
2. 르마랭 아롱디스망 (준주도: 르마랭)은 코뮌 12개가 속해 있다. 2016년 총인구는 117,168명.
3. 생피에르 아롱디스망 (준주도: 생피에르)은 코뮌 8개가 속해 있다. 2016년 총인구는 22,926명.
4. 라트리니테 아롱디스망 (준주도: 라트리니테)은 코뮌 10개가 속해 있다. 2016년 총인구는 78,937명.

## 역사
1947년 마르티니크주 신설 당시 포르드프랑스 아롱디스망이 유일한 아롱디스망으로 신설되었다. 1965년에는 포르드프랑스 아롱디스망의 10개 코뮌을 분리하여 라트리니테 아롱디스망이 신설되었다. 이후 1974년 다시 한번 포르드프랑스 아롱디스망의 12개 코뮌을 분리하여 르마랭 아롱디스망으로, 1995년에는 8개 코뮌을 분리하여 생피에르 아롱디스망으로 신설하였다.

## 같이 보기
- 마르티니크의 캉통
- 마르티니크의 코뮌 목록